# Kościół Niepokalanego Poczęcia Najświętszej Maryi Panny w Koluszkach
Kościół Niepokalanego Poczęcia Najświętszej Maryi Panny w Koluszkach – rzymskokatolicki kościół parafialny w mieście Koluszki (w dzielnicy Dołek Słotwiński), w województwie łódzkim. Mieści się przy ulicy 11 Listopada.
Kościół został zbudowany w latach 1895–1903 w stylu neogotyckim, w 1921 nadano budowli ostateczny kształt. Jest to budynek murowany, wybudowany z czerwonej cegły. Posiada trzy nawy, zakrystię i kaplicę. Nad wejściem umieszczona jest wieża ze znajdującymi się wewnątrz trzema dzwonami. Dach i wieża świątyni są pokryte blachą.
Głównym elementem wyposażenia kościoła są drewniane ołtarze: główny ozdobiony figurą Matki Bożej Niepokalanej oraz dwa boczne dedykowane Matce Bożej Nieustającej Pomocy i Świętemu Józefowi. Na murach świątyni i w kruchcie umieszczone są tablice pamiątkowe ku czci ofiar II wojny światowej i księdza Ignacego Dąbrowskiego.
Od 1904 kościół jest kościołem parafialnym parafii Niepokalanego Poczęcia Najświętszej Maryi Panny.